# Jago Automotive

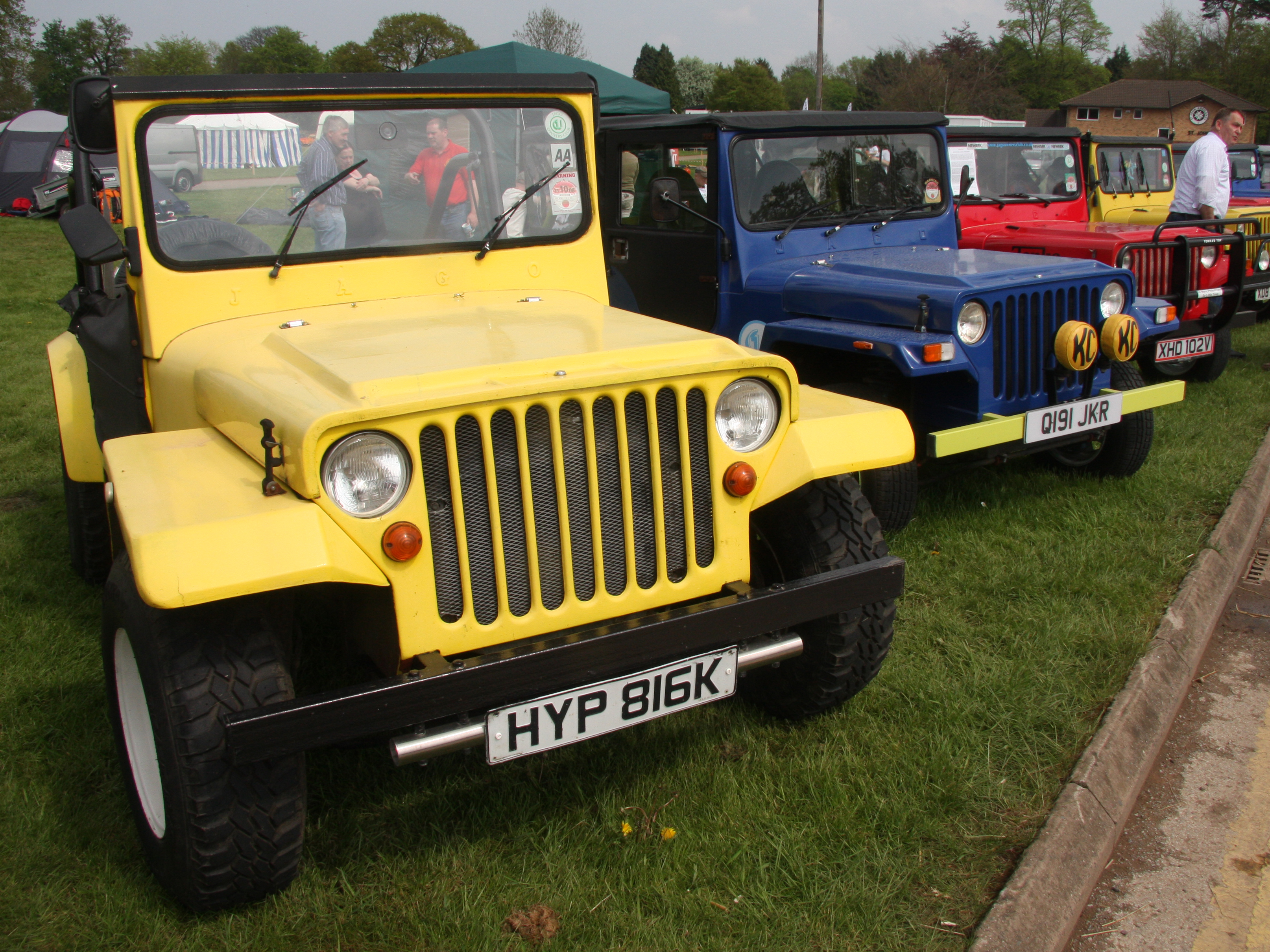
Jago Jeep

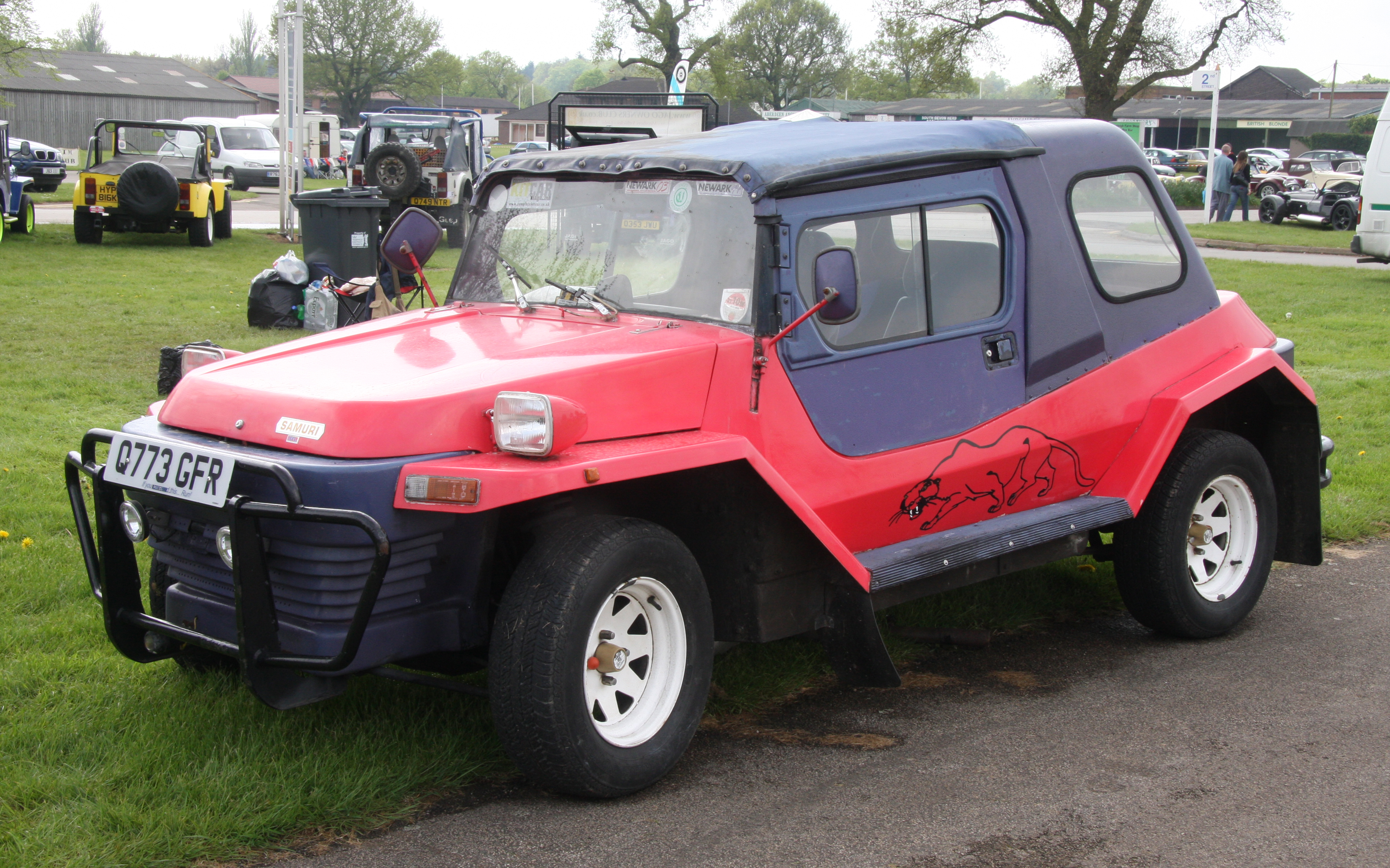
Jago Samuri

Die Jago Automotive Ltd. war ein britischer Automobilhersteller, der zwischen 1965 und 1997 in Chichester (Sussex) ansässig war. Dort wurden eine Reihe von Kit Cars gebaut, die den Jeep-Modellen ähnlich sahen.

## Beschreibung
1965 gründete Geoff Jago die Firma Geoff Jago Custom Automotive Ltd. zur Herstellung von Fahrzeugen ähnlich den Hot Rods. 1971 stellte er das Fahrzeug her, für das das Unternehmen bekannt wurde, den Jago Geep. Der Wagen hatte eine Karosserie aus glasfaserverstärktem Kunststoff, die von einem originalen Willys Jeep aus dem Zweiten Weltkrieg abgenommen war. Sie ruhte auf einem Fahrgestell und hatte das Fahrwerk und Antrieb des Ford Anglia 105E. 1974 kam eine weitere Version auf Basis des Morris Minor dazu und 1976 noch eine Version auf Basis des Ford Escort.
1979 wurde die Firma in Jago Automotive geändert.
1983 wurde der Jago Samuri, ein viersitziger Strandbuggy, vorgestellt. Das Kitcar kostete £ 795 plus Steuer.
Ab 1991 wurde das Modell Geep in Jago Sandero umbenannt, um urheber- und markenrechtliche Probleme zu vermeiden. Die letzte Version auf dem Fahrgestell eines Suzuki 4x4 kam 1994, aber die Verkaufszahlen brachen ein, sodass der letzte Kit etwa 1997 entstand.